# Smithville (Misisipi)
Smithville es un pueblo del Condado de Monroe, Misisipi, Estados Unidos. Según el censo de 2000 tenía una población de 882 habitantes y una densidad de población de 233.2 hab/km².

## Demografía
Según el censo de 2000, había 882 personas, 365 hogares y 243 familias residiendo en la localidad. La densidad de población era de 233,2 hab./km². Había 404 viviendas con una densidad media de 106,8 viviendas/km². El 97,62% de los habitantes eran blancos, el 1,59% afroamericanos, el 0,11% amerindios, el 0,23% asiáticos, el 0,23% de otras razas y el 0,23% pertenecía a dos o más razas. El 0,79% de la población eran hispanos o latinos de cualquier raza.
Según el censo, de los 365 hogares en el 33,7% había menores de 18 años, el 47,9% pertenecía a parejas casadas, el 14,5% tenía a una mujer como cabeza de familia y el 33,4% no eran familias. El 32,1% de los hogares estaba compuesto por un único individuo y el 18,4% pertenecía a alguien mayor de 65 años viviendo solo. El tamaño promedio de los hogares era de 2,42 personas y el de las familias de 3,03.
La población estaba distribuida en un 26,2% de habitantes menores de 18 años, un 10,2% entre 18 y 24 años, un 25,2% de 25 a 44, un 22,9% de 45 a 64 y un 15,5% de 65 años o mayores. La media de edad era 36 años. Por cada 100 mujeres había 95,1 hombres. Por cada 100 mujeres de 18 años o más, había 83,9 hombres.
Los ingresos medios por hogar en la localidad eran de 32.583 dólares ($) y los ingresos medios por familia eran 38.750 $. Los hombres tenían unos ingresos medios de 30.294 $ frente a los 23.958 $ para las mujeres. La renta per cápita para la ciudad era de 14.030 $. El 11,2% de la población y el 7,1% de las familias estaban por debajo del umbral de pobreza. El 9,7% de los menores de 18 años y el 18,7% de los habitantes de 65 años o más vivían por debajo del umbral de pobreza.

## Geografía
Según la Oficina del Censo de los Estados Unidos, Smithville tiene un área total de 4,1 km² de los cuales 3,8 km² corresponden a tierra firme y 0,3 km² a agua. El porcentaje total de superficie con agua es 8,12%.